# Gang (mens)

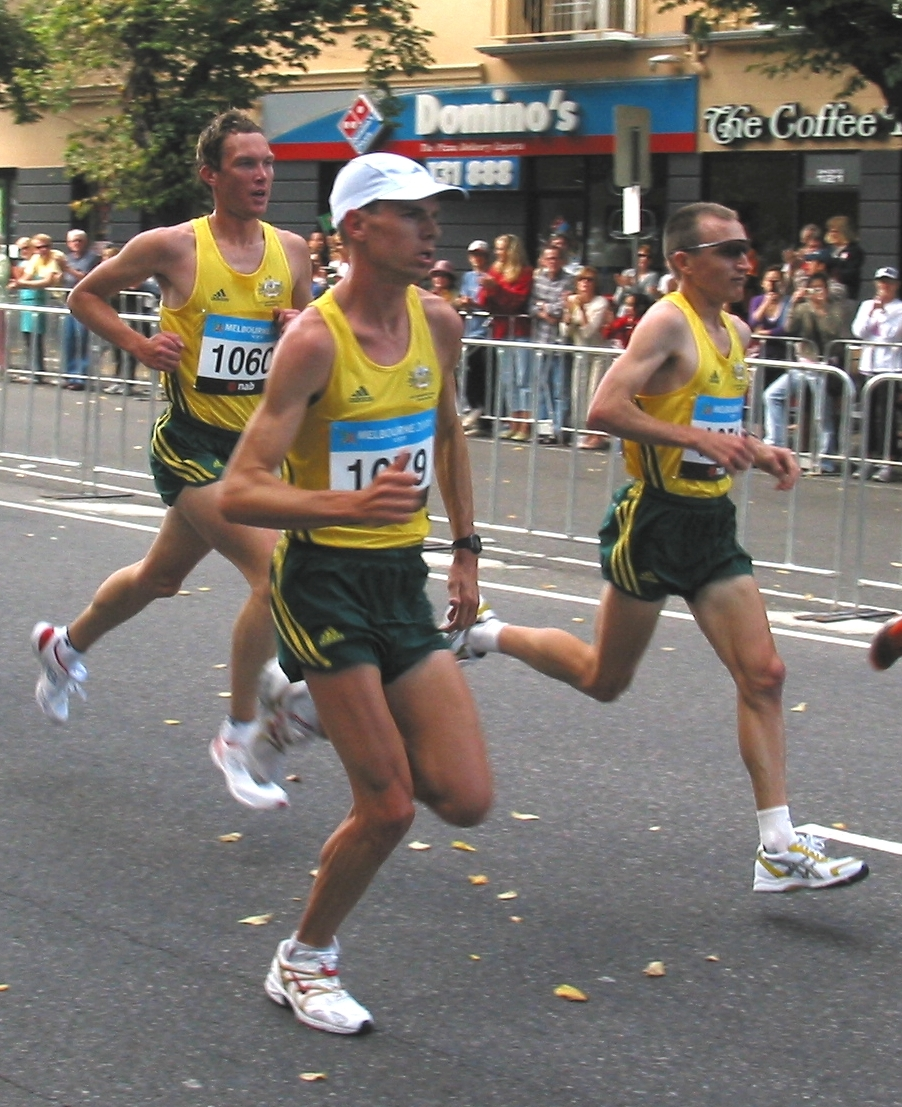
Mensen die zich voortbewegen in een rengang. Merk de hangende fase waarbij geen van de voeten de ondergrond raakt

Gang is de manier van voortbewegen met behulp van de benen. De normale gang bij mensen is tweevoetig en tweefasig. Verschillende gangen worden gekenmerkt door verschillen in de beweging van de ledematen, snelheid, kracht en contact met de ondergrond.
Er wordt een onderscheid gemaakt tussen een natuurlijke en een aangeleerde gang.

## Natuurlijke gangen
Zogenaamde natuurlijke gangen van langzaam naar snel zijn: lopen, hardlopen, huppelen, rennen en sprinten. Deze vijf basisgangen komen natuurlijk voor in vrijwel alle culturen. Alle natuurlijke gangen zijn ontworpen om een persoon voorwaarts te bewegen, al kunnen ze ook gebruikt worden om opzij te bewegen.

### Lopen
Bij het lopen wordt altijd ten minste één voet aan de ondergrond gehouden. Lopen gebeurt volgens de volgende stappen:
1. til één been van de grond
2. beweeg met het been dat nog op de grond staat het lichaam naar voren
3. zwaai het been dat los is naar voren
4. val voorwaarts zodat het naar voren gezwaaide been de grond kan raken
5. herhaal stappen 1 tot 4 met het andere been
6. herhaal stappen 1 tot 5 om door te lopen

### Huppelen
Huppelen is een natuurlijke gang die voornamelijk bij kinderen, doorgaans vanaf vier tot vijf jaar, gezien kan worden. Het kan enigszins vergeleken worden met paardengalop.

### Overgang

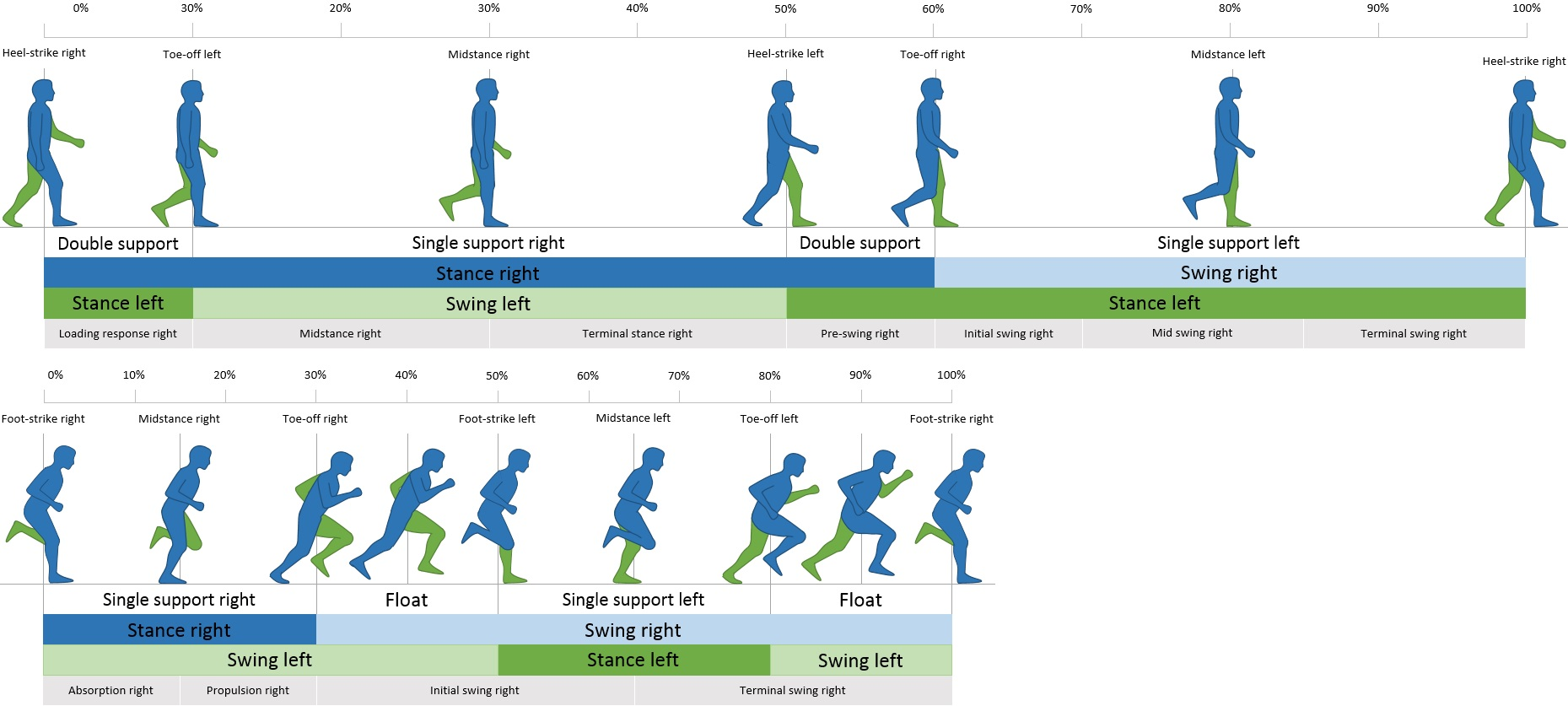

Het verschil tussen lopen en rennen is meer dan alleen de snelheid. Het is een andere gang met een andere duty-factor, de verhouding tussen stand- en zwaaifase of het deel dat een been aan de grond is tijdens een schrede. Bij een snellere gang neemt de duty-factor af en onder de 0,5 is er geen sprake meer van lopen. Ook duurt een schrede minder lang, zoals hieronder is te zien in milliseconde. Hoewel de pastijd afneemt, neemt de paslengte toe.

### Getal van Froude
Robert McNeill Alexander kwam met een methode om de gang van dieren van verschillende grootte met elkaar te vergelijken. Hiertoe gebruikte hij het getal van Froude Fr:
{\displaystyle \mathrm {Fr} ={\frac {v}{\sqrt {gl}}}}
waarbij:
v: snelheid (m/s)
g: gravitatie (m/s2)
l: lengte van het achterbeen tot aan de heup
Daarbij wordt het been benaderd als omgekeerde slinger. Het froudegetal is kleiner dan 1 bij lopen voor tweevoetigen of stap voor viervoetigen, aangezien daarboven een zweefmoment ontstaat, maar de overgang naar rennen voor tweevoetigen en draf voor viervoetigen wordt veelal al gemaakt tussen 0,3 en 0,8. Om dichter bij 1 te komen, zou de paslengte af en de pasfrequentie toe moeten nemen tot voor lopen oncomfortabele hoogte. Uitgaande van een gemiddelde beenlengte van 0,9 m voor een volwassene, volgt hieruit dat de maximumloopsnelheid zo'n 3 m/s of 10,7 km/u is, maar dat de overgang naar rennen veelal al wordt gemaakt rond de 1,5 m/s of 5,3 km/u.

## Aansturing
Hoewel nog veel onbekend is wat betreft de processen die de gang beïnvloeden, lijkt er sprake te zijn van een samenwerking van vele gebieden in de hersenen, waaronder de motorische schors in de frontale kwab, de basale kernen en de kleine hersenen. De nucleus pedunculopontinus (vaak afgekort tot PPN) in de hersenstam speelt een belangrijke rol in het plannen en uitvoeren van de gang.

## Man-vrouwverschillen
Er zijn verschillen tussen de gang van mannen en vrouwen. Vrouwen lopen doorgaans met een kleinere stapwijdte en met meer beweging van het bekken. In studies naar de gang wordt doorgaans rekening gehouden met sekseverschillen.

## Abnormale gangen
| Soort gang      | Beschrijving |
| --------------- | --- |
| Antalgisch      | Manke manier van lopen als gevolg van pijn, die ontstaat doordat er meer op een van de benen geleund wordt |
| Charlie-Chaplin | Ontstaat bij draaiing van het scheenbeen |
| Spastisch       | Ontstaat bij beschadiging aan het centrale zenuwstelsel, met stijve benen, circumductiebewegingen, het lopen op de tenen, geschaarde benen en verminderde armbewegingen |
| Atactisch       | Ontstaat bij alcoholgebruik of ten gevolge van schade aan de vermis van de kleine hersenen, met een wijde beenstand en instabiele, waggelende manier van lopen |
| Draaierig       | Lijkt op de atactische gang. Mensen vallen snel wanneer ze hun benen dicht bij elkaar zetten en hun ogen dichtdoen |
| Frontaal        | Kan ontstaan bij hydrocefalus of frontale hersenschade. Langzame, schuifelende gang die als magnetisch kan worden omschreven: de voeten komen nauwelijks van de grond. Lijkt soms op een parkinsonistische gang |
| Parkinsoniaans  | Ontstaat in het kader van de ziekte van Parkinson. Langzame, schuifelende gang waarbij de benen dicht bij elkaar worden gehouden. Vooral het op gang brengen van het lopen is lastig. Mensen lopen voorovergebogen, bewegen hun armen minder en maken bochten zonder hun romp te draaien. Wanneer ze zacht naar achter worden geduwd, nemen ze enkele passen om hun evenwicht te herpakken |
| Trendelenburg   | Ontstaat bij een instabiele heup of door zwakte in de musculus gluteus medius |

1. ↑  Alexander, R.M. (2003): Principles of Animal Locomotion, Princeton University Press, p. 59